# Brett Crozier

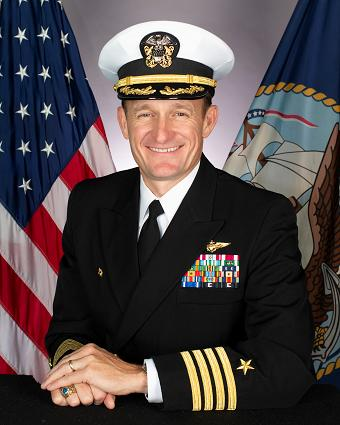
Imagem de Brett Crozier.

Brett Elliott Crozier (nascido em 24 de fevereiro de 1970) é um capitão da Marinha dos Estados Unidos. Graduado pela Academia Naval dos Estados Unidos, ele tornou-se num aviador naval, primeiro voando em helicópteros e depois passando para caças. Depois de completar o programa de treino nuclear naval, ele serviu como oficial em vários porta-aviões. Na primavera de 2020, ele era comandante do porta-aviões USS Theodore Roosevelt quando o coronavírus estourou entre a tripulação. Ele foi destituído do comando pelo então secretário em exercício da Marinha, Thomas Modly, após enviar uma carta aos líderes da Marinha pedindo que a maior parte da tripulação fosse levada para terra, uma comunicação que posteriormente vazou para a imprensa.